# Libelo antissemita

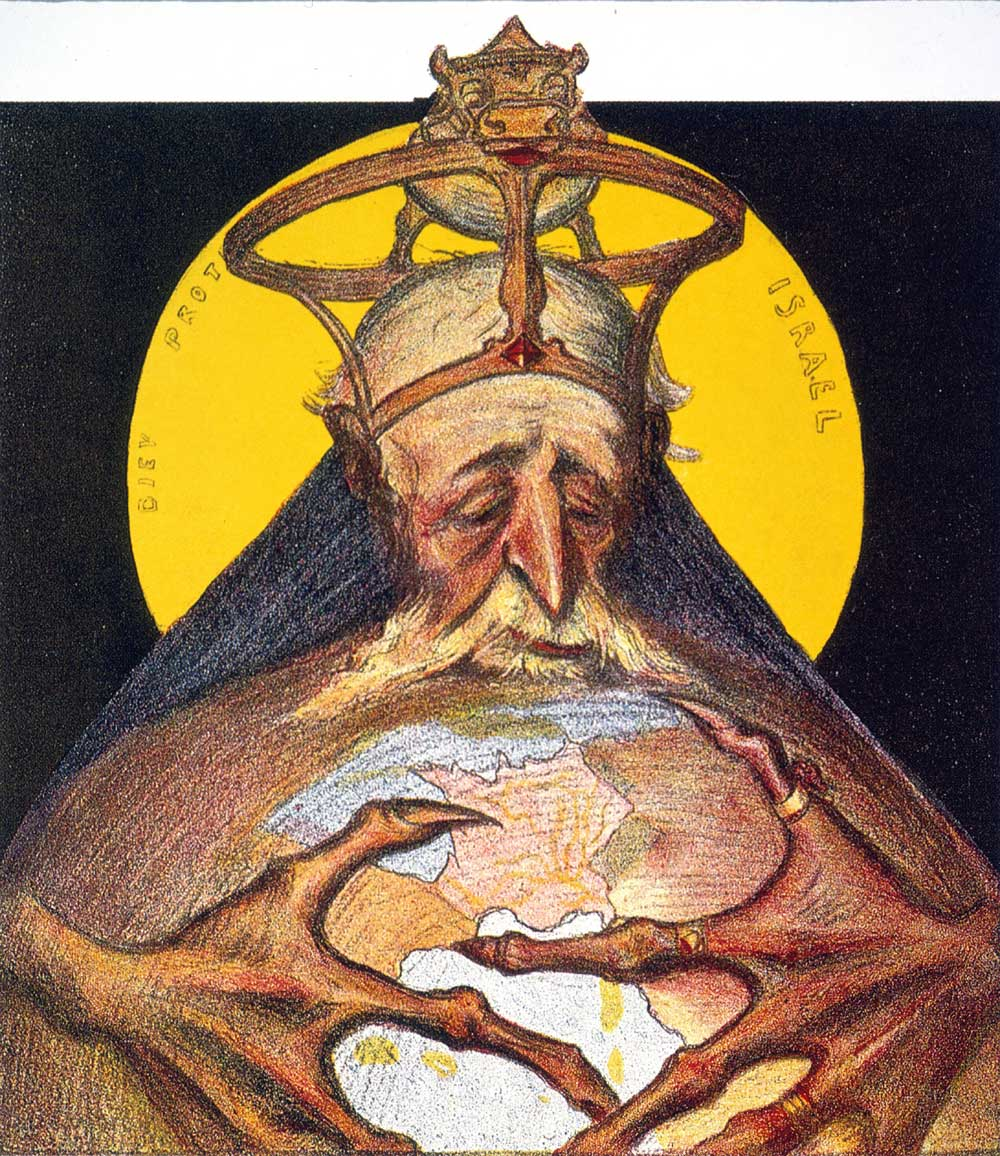
Uma caricatura de C. Léandre (França, 1898) mostrando Rothschild com o mundo em suas mãos

Libelos antissemitas são rumores infundados ou falsas alegações que são difamatórias para o judaísmo como religião, ou difamatórias para os judeus como um grupo étnico ou religioso. Eles geralmente fazem parte de teorias mais amplas de conspirações judaicas. Segundo o advogado de defesa Kenneth Stern, "Historicamente, os judeus não se saíram bem em torno das teorias da conspiração. Tais ideias alimentam o antissemitismo. Os mitos de que todos os judeus são responsáveis pela morte de Cristo, ou envenenaram poços, ou mataram crianças cristãs para assar matzos", ou "inventaram" o Holocausto, ou conspiração para controlar o mundo, não se sucedem, mas a lista de falsos boatos antissemitas fica mais longa."
A negação do Holocausto também é considerada uma teoria da conspiração antissemita por causa de sua posição de que o Holocausto é um embuste destinado a promover os interesses dos judeus e justificar a criação do Estado de Israel.